# Бабируси
Бабирусите (Babyrousa) са род средноголеми бозайници от семейство Свиневи (Suidae). Всички видове бабируса са изброени като застрашени от Международния съюз за защита на природата.
Срещат се на индонезийските острови Сулавеси, Тогиан, Сула и Буру в биогеографския район Уоласеа. Отличават се с характерните дълги и извити назад горни кучешки зъби при мъжките. До 2002 г. родът се смята за монотипен, но днес се разграничават 4 самостоятелни вида:
- Бабирус (на латински: Babyrousa babyrussa)
- Бола Батов бабирус (на латински: Babyrousa bolabatuensis)
- Северен целебески бабирус (на латински: Babyrousa celebensis)
- Тогеански бабирус (на латински: Babyrousa togeanensis)